# Diplolepis
Diplolepis (лат.) — род перепончатокрылых насекомых из семейства цинипид (Cynipidae).

## Описание
Тело имаго шаровидное длиной до 6 мм. Окраска тела может быть оранжевой, красно-коричневой или полностью чёрной. Усики состоят из 14—15 члеников. Брюшко сжато с боков. Личинки образуют галлы различной формы на шиповнике. Зимуют на стадии личинки. В течение года развивается одно поколение. Стадия яйца длиться 10—15 дней, имаго живут от 5—12 дней. Инквилинами в галлах Diplolepis являются представители рода Periclistus. К паразитоидам личинок Diplolepis относятся некоторые Eurytomidae, Torymidae, Eulophidae, Eupelmidae, Pteromalidae, Ormyridae и Ichneumonidae
У наиболее широко распространённого вида Diplolepis rosae отмечено партеногенетическое размножение. Самцы очень редки и не проявляют брачного поведение. Диплоидное число хромосом — 18.

## Распространение
Представители рода встречаются в Голарктике. В мировой фауне насчитывается около 50 видов, большинство из них описаны из Северной Америки.